# دایچوپان (هزاره)
دایچوپان که به صورت دای چوپان نیز نوشته می‌شود قبیله‌ای از هزاره است که در جنوب افغانستان زندگی می‌کنند. آنها به‌طور کلی در میان هشت قبیله بزرگ هزاره‌ها شمرده می‌شوند. که شاخه‌های آن در جنوب شرق ولایت دایکندی در ولسوالی های   اجرستان و شهرستان (سه‌پای) و  خاص‌ارزگان و گیزاب و ولسوالی دای چوپان ولایت زابل سکونت دارند ولسوالی دایچوپان در ولایت زابل از نام همین قبیله گرفته شده‌است. دای چوپان از نوادگان امیر چوپان، یکی از سرداران هزاره بود و قبر وی در گرشک، ولایت هلمند می‌باشد.
طوایف مهم دایچوپان شامل شوی، میان نشین،هوتی، اسفندیار، شیره، بوباش، باسی، میرآکه، دای بکره، بریکی، دایه،زاولی، صحبت خان،سیدان، شالی، باغوچار، کالو، سیوک، میانه تاغ، بری، زین،خلج، سیاه بغل و غیره می‌شوند

## چهره های سرشناس
- امیر چوپان هزاره
- رسول خان شوی
- محمد امین احمدی
- سردار محمد رحیمی